# オッテン・カップ

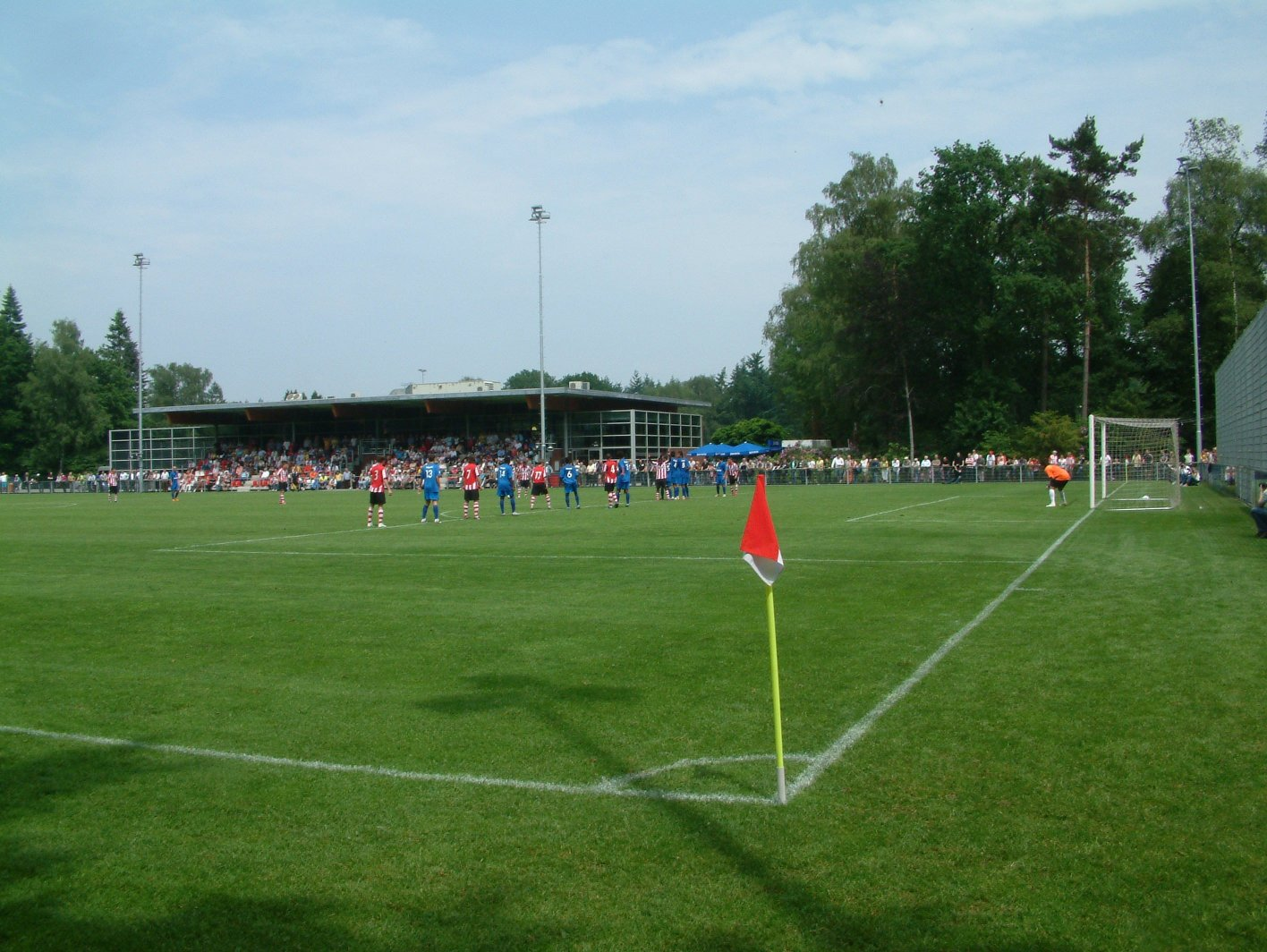
2008年5月31日のオッテン・カップ、PSV対ポン・ジ・アスーカル

オッテン・カップ (Otten Cup) は、オランダのサッカークラブ・PSVアイントホーフェンによって毎年開催されているユース年代の国際トーナメントである。19歳以下のチームが参加し、PSVの練習場であるデ・ヘルドハンフにて行われる。

## 歴史
このトーナメントは1947年に創設され、大会名はフィリップスの元社長フランス・オッテンから名付けられた。彼の名前は現在に至るまでトロフィーに刻まれている。当初、このトーナメントは地域のカップ戦だったが、各地のクラブが19歳以下のユースチームを参加させるようになり、すぐさま全国規模の大会へと発展した。1957年からは国際トーナメントに、20世紀末からは大陸間トーナメントとなった。これまでこの大会に参加したユース選手のなかには、ヤン・フェネホール・オフ・ヘッセリンク、ジョヴァンニ・ファン・ブロンクホルスト、ジョン・ハイティンハ、イブラヒム・アフェライなどがいる。

## 優勝チーム
最初に優勝したクラブはスヘルトーヘンボスのBVV、最初に3回優勝してトロフィーを永久保持したクラブは1954年のアムステルダムのブラウ＝ウィット・アムステルダムだった。その後ルールは改められ、トロフィーの永久保持には5回の優勝または3回連続の優勝が必要となった。2代目のトロフィーは1963年にサンダーランドAFCが3年連続の優勝により獲得した。第4代、第5代、第6代トロフィーは、それぞれ1967年、1978年、1988年、2003年にホストのPSVが獲得した。2006年、ブラジルのECヴィトーリアが7代目トロフィーを保持した。
| クラブ                             | 回数 | 優勝年 |
| ---------------------------------- | ---- | --- |
| PSV                                | 20   | 1955, 1965, 1966, 1967, 1971, 1976, 1977, 1978, 1981, 1983, 1984, 1987, 1988, 1990, 1991, 1994, 2002, 2003, 2009, 2015 |
| アヤックス                         | 7    | 1957, 1985, 1986, 1989, 1992, 1997, 1999                                                                               |
| ヴィトーリア                       | 6    | 1995, 1996, 1998, 2004, 2005, 2006                                                                                     |
| ブラウ＝ウィット                   | 6    | 1949, 1953, 1954, 1958, 1959, 1973                                                                                     |
| サンダーランド                     | 4    | 1961, 1962, 1963, 1970                                                                                                 |
| スパルタ・ロッテルダム             | 3    | 1972, 1980, 1982 |
| FCインテルナツィオナーレ           | 2    | 2017, 2019 |
| ボルシア・メンヘングラートバッハ   | 2    | 1969, 2010 |
| サークル・ブルッヘ                 | 2    | 1975, 1979 |
| フェイエノールト                   | 2    | 1951, 1974 |
| フィテッセ                         | 2    | 1952, 1956 |
| FCバルセロナ                       | 2    | 2011, 2012 |
| RSCアンデルレヒト                  | 1    | 2016 |
| レッドブル・ブラジル               | 1    | 2014 |
| レアル・マドリード                 | 1    | 2013 |
| FCトウェンテ/ヘラクレス            | 1    | 2008 |
| インテルナシオナル                 | 1    | 2007 |
| VfBシュトゥットガルト              | 1    | 2001 |
| 船橋市立船橋高等学校               | 1    | 2000 |
| バイエル04レヴァークーゼン         | 1    | 1993 |
| ウィレムII                         | 1    | 1968 |
| FCフォレンダム                     | 1    | 1964 |
| パトロ・エイスデン・マースメヘレン | 1    | 1960 |
| ADOデン・ハーグ                    | 1    | 1950 |
| VVデ・ファルク                     | 1    | 1948 |
| BVV                                | 1    | 1947 |